# Alpina B3
Alpina B3 BiTurbo – samochód sportowy marki Alpina produkowany od marca 2013 roku. Został oparty na 6 generacji BMW Serii 3: 335i (po liftingu 340i). Dostępny jest w 4 wersjach nadwoziowych: kombi, sedan, coupé (Alpina B4), kabriolet (Alpina B4).
Poprzez zastosowanie innych turbosprężarek oraz układu wydechowego skonstruowanego wspólnie z firmą Akrapović, z silnika N55 uzyskano 410 koni. B3 Biturbo jest dostępne jedynie z automatyczną, 8-biegową skrzynią biegów ZF 8HP70 z możliwością manualnej zmiany biegów za pomocą łopatek przy kierownicy. Zawieszenie zostało przejęte z BMW F30, jednak zostało zmodyfikowane przez Alpinę i utwardzone. Hamulce również zostały zmienione, ich średnica to 370x30mm z przodu, oraz 345x24mm z tyłu.
Alpina oprócz zmian technicznych wprowadza również własną stylizację. Zmieniony zostaje zderzak przedni oraz tylny oraz progi boczne. Z przodu pojawia się wypukły napis "Alpina". Opcjonalnie, auto może mieć dekory w kolorze złotym lub srebrnym, które przechodzą przez całą linię boczną. W samochodzie są również stosowane 19 lub 20 calowe felgi charakterystyczne dla marki. B3 BiTurbo dostępne jest w kolorach palety BMW, BMW Individual oraz dwóch wersjach kolorystycznych Alpiny. We wnętrzu głównymi zmianami są zegary zaprojektowane przez Alpinę, a także specjalne skóry tworzone ręcznie w fabryce firmy w Buchloe. W środku znajduje się również numer seryjny nadawany indywidualnie każdemu samochodowi.

## Alpina B3S Biturbo
W marcu 2017 roku przeprowadzono lifting modelu. Oparty został na BMW F30 340i, z 6-cylindrowym silnikiem B58 o pojemności trzech litrów, z którego Alpina po zmianie turbosprężarek oraz zamontowaniu własnego układu wydechowego opracowanego wraz z firmą Akrapović, uzyskała 440 koni mechanicznych. W październiku 2018 roku, na rynku pojawiła się wersja specjalna Alpina B4 S Biturbo Editon 99. Jej produkcja limitowana jest do 99 sztuk, dostępnych w pięciu kolorach: Black Sapphire, Alpina Blue II, Mineral White, Grigio Medio i Fire Orange. Edycja wyróżnia się również wzmocnionym do 452 koni mechanicznych silnikiem, dzięki zmianie układu wydechowego na tytanowy firmy Akrapović.